# 四等人制
四等人制，是近代部分學者對元朝時期不同民族享有相對禮遇或相對受限的不同權利形成階級制度的概括，其分類主要呈現在元朝的科举以及部份法治制度的實行上，認為其待遇大致根據民族被征服的先后，在優先順位的排序先後为蒙古族、色目人、漢人、南人四等；蒙古族在當時稱為「國人」，色目人泛指以西域人為主、非其餘三類的各族人，漢人是指曾在金朝管治下的汉族、女真族、契丹族等各族臣民，而南人則多指曾在南宋管治下的漢族及其他南方少數民族等各族臣民。
該概括認為元朝的蒙古贵族以少數民族統治階級成為全國的统治者，為了維護國家統治而推行傾向民族壓迫和民族分化的政策。而史學界在研究元代民族及階段關係、相關政策的實施及實際情況等議題上有多種見解。有學者說即使被排擠到最下層的南人並沒有遭受到特別殘酷的虐待，有學者說「四等人制」一詞實際上並不存在於元代官修政書《元典章》中，亦無相關法令頒布，認為元朝並沒有就「四等人」的階級制度做過明確和系統的成文規定，亦沒有「四等人」一詞的提法，只是在一些具體政策當中，體現出國民因族屬差別而受到不同待遇，例如一些對非蒙古人不准提拔至某些機要位置以及不准擁有特定武器的規定，但亦存在非蒙古人當上高層階級及在民間買賣武器的例外情況；亦有學者說元朝始終奉行蒙古至上主義，優待色目人，輕視漢人、尤其歧視南人，目的是凸顯蒙古人之優越地位，並壓制被征服各族群。

## 說法來源
迄今为止能找到的關於「四等人制」的说法来源于清朝末年屠寄的《蒙兀儿史记》，屠寄認為元朝社會民族界限嚴格分為蒙古、色目、漢人、南人四個等級。在清末民初時期，由於受到西方民族主義思潮的影響，元代四等人制度被廣泛引用，並且被寫進了當時的歷史教科書，如史學家錢穆的《國史大綱》和範文瀾的《中國通史簡編》等。

## 元代基層官员的族群结构
在北方地區，108个达鲁花赤（为了蒙古本部之外的区域而设的一種体制）中并没有南人，然而在北方州县蒙古人达鲁花赤的数量甚至低于汉人（或與「族不详者」有關），而色目的比例大约四成。然而，北方的长官显然还是颇为依赖色目人，而不是相对多数的汉人。汉人达鲁花赤的例子集中于征服南宋以前，例如耶律渊、李世和、线曲律不花、斡勒天祐、何抄尔赤和儿念四，六人任職的时间都在元初，其中四任为投下达鲁花赤，并且为契丹、女真等广义汉人。當中的巧合之处是那些达鲁花赤所任职的州县多为拖雷家族封地，而拖雷家族与汉人汉地的关係发展较早，即使是中期唯一的汉人寗从周亦是任职拖雷家族的投下区。到了中后期，已沒有汉人达鲁花赤。
終元一代，全國上下达鲁花赤的族群结构变动不大，都是以色目人为主，蒙古人为辅，说明了忽必烈立下的族群用人定制在路以下无法执行，由色目取代了蒙古人应该担任的官职，而南北汉人皆难任此官。达鲁花赤所代表的政治特性从未有過根本改變。
在全國的州、县尹、录事方面，北方州县由汉人独佔，南方则汉人和南人分享，但南人比例超越汉人。从避籍的制度规定与诸多不避籍的实例来看，南人不预北方州县的现象完全与避籍无关，推测是制度上所看不到的「单向地理任官限制」所致。
在全國的州判、县丞、主簿、录判方面，北方州县依然是汉人。显示在州县佐贰官层级，完全脱离了忽必烈设定的族群用人制（无论是参用或制衡）的构想。在江南三省，南人的比例超越汉人，而且明显地往上提昇。在州县层级的任官上，南人的竞争对手一直是汉人，而非蒙古人和色目人。

## 學者研究
英國漢學家、歷史學家杜希德和德國漢學家福赫伯的研究指出，近代史學界有一種說法認為元代中國社會是蒙古人對整個社會強加了嚴格的等級制，社會上根據民族成分劃分蒙古人、色目人（西域人）、漢人（原中國金朝統治下的各族人）以及南人（原南宋統治下的居民）四等。然而在過去的50年中許多學者已經不再認為等級制在元代中國起作用。例如元朝官方規定漢人不能擔任達魯花赤等官職，但事實上卻很容易找出漢人當達魯花赤的例子。元朝政府亦曾規定把一些職位專門留給某些民族成分的人，但相關規定多次被打破，從中可見有相當大的政治上的靈活性。此外，儘管元朝的蒙古人統治者因人口比例关系在几乎所有各级政府中都任用了汉人，但元代的蒙古人與色目人仍然受到最大優待。
蒙古人在统治初期曾试图通过颁布法律来创建一种有異於汉人的社会结构、社会意识形态的社会秩序，雖然元朝没有系统地正式宣布过按种族把人民分为四等這一政策，但在忽必烈統治朝初期已充分考虑了这些区别，并且从法律上加以强化，至元朝滅亡為止，相關法律被歧视性地用于所有与国家有关的规范人民生活的各项事务中，包括對赋役的影响、對选派官员的资格条件的决定，對处理民事和刑事案件时的不同权利、特权和量刑轻重的决定以及确定可否免除义务等。此外，相關规定还可作为授予各种特权的基础。
元朝的相關制度讓蒙古人和色目人可從中獲得某些利益，那些利益相當於前代宋朝文官的地位带给士大夫的特权与优待，兩者的差異之處是，前者的特权与优待是硬性和世袭的，且沒有考虑世袭者的个人成就；而後者的特权与优待需要經過科舉取得。此外，元朝的特權者產生於蒙古人大规模征服期間，在這段期間蒙古人將繁雜的行政事務交給他們認為可信賴的被征服者，讓他們擔當軍政任務，又給了他們獎勵，從而達到令被征服者對征服保持服從的目的，「四等人的制度」亦產生於這個過程中。
日本史學家杉山正明指出，被認為是排擠到最下層的南人並沒有遭受到特別殘酷的虐待，而且也有一些窮途潦倒的蒙古人賣妻求生和向漢人和南人出賣勞動力的事例。在政治方面，他也指出現實中的元代中國就算沒有科舉，也有相當人數的漢人官僚，既有相當人數的高級官僚升至宰相以及大臣等級者也不在少數。
日本歷史學者舩田善之認為「色目人」是漢語詞匯，在同時期的蒙古語及其他非漢語史料中找不到相當於色目人的詞匯或概念，在蒙古史料中可見到畏吾爾、欽察等各個民族及部族名，但沒有將些那些廣泛的諸族總括起來的記述。儘管元代許多高級官吏都由蒙古人、色目人充當，但這樣反映的是「根腳」（社會出身）而非「四等人」。元朝的長官多由蒙古人擔任，但都不能說明色目人的地位比漢人和南人高。此外，元代的戶籍制度上沒有劃分蒙古、色目、漢人和南人，直到元代中期官員也不能清楚地界定色目人，色目人的範疇由法律規定、社會習俗和文化背景的差異而產生，而漢人和非漢人之間的制度區別由漢人官員提議。
中國大陸學者胡小鹏指出，「色目人」一词虽然是汉语，但在用于族群划分时是相应的蒙古语词汇「合里」（qari）或「合里·亦儿坚」（qariirgen）的译语，因此「色目人」一词所涵盖的对象在蒙古语世界与汉语世界并不完全一致，其边界是动态而有一定的模糊性；蒙元政权的多民族政策从根本上而言是蒙古至上主义，即蒙古（国人）与非蒙古（合里）的二等人制，四等人制是细化的说法，汉文化意识在其中起了一定的作用。
台灣歷史學家蕭啟慶的研究指出，元朝蒙古、色目人佔全体宰执的七成，而汉、南人约佔三成，而且两者之差距不断扩大。职位分配亦与族群有关，职位愈高，汉、南人愈少。丞相、平章几为蒙古、色目人所垄断，汉人主要担任执政，南人則幾乎沒有出任执政。在元朝的473名宰执中，蒙古、色目佔70.2％，汉人、南人佔29.8％。而且蒙古、色目所佔比率有逐步上昇之趋势，由前期之52.9％，上昇为中、后期之71.6％及75.9％，而汉人、南人则由前期之47.1％递减至中、后期之28.4％及24.1％。就職位言之，職位愈高，蒙古、色目愈多，漢人、南人愈少。他認為，「南人始终遭受严重排斥。在蒙古、色目族群中，蒙古人与色目人分享政权，元廷因需借重色目人的统治能力，色目宰执的任用人数超越蒙古人。但丞相之任用，始终以蒙古人为主，而平章则以色目为主。中期以后，略有改变。总之，由宰执的任用看来，元廷对征服族群的区隔始终未曾减小。」他亦指出，元朝實行族群歧视政策的身份制度是分蒙古、色目、汉人、南人为四等，以族群降附次序先后及政治可靠程度，分别赋予不同的身份与权利，以凸显蒙古人之优越地位，并压制被征服各族群。
中國大陸歷史學家白壽彝指出，元朝政府並没為四等人的劃分頒布過專門的法令，但它反映在有關他们政治、法律地位以及其他权利和义务方面的诸多不平等规定中。自忽必烈在位时期，这种民族分化政策已经基本形成，其后构成元王朝统治秩序的一个很大特点。
中國大陸歷史學家劉浦江指出，《元史》、《明太祖实录》以及朱元璋等反元势力也均從未提及「四等人制」，而且明朝初期士人諸儒亦無「夷夏之別」以及「民族大義」的思想。
中國民族史學家白翠琴指出，元朝政府并没为四等人的划分颁布过专门的法令，但它却反映在有关他们政治、法律地位以及其他权利和义务方面的诸多不平等规定中，亦指出利用特權的只是贵族階級，在元朝統治下的各族人民一樣會被統治者压迫剥削，而從文獻中也屡见蒙古人被贩卖當奴隶的記載，加上回回、漢人、南人典買蒙古子女為驅的現象亦有所發生。
北京大學歷史系系主任張帆指出，元朝並沒有就「四等人制」做過明確和系統的規定，「四等人制」只是一個籠統的原則，並非剛性規定，故主張把「四等人制」稱為「四圈人制」會更為恰當，他認為元朝都沒有正面規定「四等人制」或「四圈人制」，但是大概有類似的原則存在。對於某些數量較小的人群，元朝政府有時也無法將其分類。例如在元朝中期有一個涉及女真人的案子中，政府官員上下皆都不知道應該把他劃分為色目人還是算漢人，後來經翻查資料後才把那名女真人歸屬於漢人。另外，和漢人在文化上類似的高麗人被元朝官員看待為漢人，有高麗人對此感到不滿，認為自己算是色目人，然而到了最後元朝政府也沒同意，但相關案例也說明了民族的劃分有變化空間。张帆又提到金庸請教他有關「四等人制」的事：「從前金庸先生來北大訪問，我有幸見到他，他就問我這個問題，說『四等人制』到底是哪年頒布的？怎麼查也查不到。確實查不到，因為就沒有頒布過。」

中國大陸學者周思成指出「汉人无统蒙古军」之制，是「发端于大蒙古国与元前期的一种制度安排，该制度排除了包括汉、契丹、女真和高丽等族在内的『汉人』统领蒙古军的可能（在不同族群的兵团联合作战时，『汉人』亦不得担任『首帥』）」。然而在现实中，該制度并非绝对，在一定情形下，「汉人」也被允许临时或长久地统领小规模的蒙古部队，抑或作为高级军政长官节制辖区内的蒙古汉军，甚至可擔任「首帅」，独立指挥多族群混编军团，进行较大规模的战役。
他認為這一制度揭示了塑造蒙元征服王朝各种制度的二种决定性因素，第一种决定性因素即“制御之术”，对外方面，人数居于劣势的边疆少数族裔为了稳固政权与优势，推行強化族群差别的「四等人制」，對非蒙古族设下种种防范之制。對內方面，由於被成吉思汗家族兼并和挟制的诸蒙古部族並未得到核心统治阶级的完全信赖，蒙古亲族之间也往往因爭權奪利而內鬨。在此种情形下，依靠「汉人」统领部分蒙古军以镇戍边地或敉平蒙古腹地内乱，可達到「犬牙相制」的效果。他認為這些都显示了「四等人制」所蕴含的统治者分而治之的「制御」逻辑。
台灣學者洪丽珠認為，蒙古、色目乃至汉人之间并非区别不清，尤其是在任官、擢才方面的确存在「等差」，在当代人的认知裡，族群之间的区别「明有著令」，而「自混色目」则更证明色目较蒙古人以外的其他族群有较好的待遇。族群之间的界限或者會因为种种原因不免有模煳地带，但四等人制、差别待遇，乃至族群用人制是制衡或参用，似应分开讨论。事实上，不仅是女真等族会想自混色目，高丽人也曾上表「乞比色目」，皆证明色目人与汉人之间的「差异」确实存在。洪丽珠亦認為，四「等」人是否可以視作一種制度，或有需要重新檢討之處，甚至可以考慮代之以更為中性的詞彙，例如四團、四類等，但在任官與法律地位上，四「等」人還是比較能夠突顯特性的說法。

## 相關文獻
《元典章》卷四十四《刑部》六《蒙古人打漢人不得還》：“至元二十年二月，中書省刑部準兵部關：承奉中書省札付，照得，近為怯薛歹蒙古人員，各處百姓不肯應付吃的，不與安下房子，札付兵部，遍行合屬依上應付去訖。今又體知得，各處百姓依前不肯應付吃的粥飯，安下房舍，致有相爭中間，引惹爭端，至甚不便。仰遍行合屬，叮嚀省諭府、州、司、縣、村、坊、道、店人民，今後遇有怯薛歹蒙古人員經過去處，依理應付粥飯宿頓，安下房舍，毋致相爭。如有蒙古人員毆打漢兒人，不得還報，指癢癢證見，於所在官司赴訴。如有違犯之人，嚴行斷罪。請依上施行。”上文的蒙古人指怯薛歹蒙古人，怯薛歹為元代的一種特權階級，雖在法理上，漢人、高麗、南人是不可擔任怯薛歹，但實際上亦有少量非蒙古人擔任怯薛歹。
在元末明初，明太祖對元朝的政治制度作出如此評論：「所在官司輒以蒙古色目人為之長，但欲私其族類羈縻其民而矣」、「元时任官但贵本族，轻中国之士，南人至不得入风宪」。
四等人在其他方面亦存在差别待遇的情况。

### 部分法規執行的實際情況
在法理上，漢人、高麗人和南人雖不可擔任怯薛歹（怯薛歹人數按制度定額是超過一萬人），但亦有非蒙古人出仕怯薛歹的情況；在215個怯薛歹中，漢人、南人占了四成，例如董氏、賀氏兩大漢人家族就深受元朝皇帝的器重和信任，當中自董氏家族的董文用、董文忠起三代子孫先後加入怯薛组织，皆受皇帝恩寵。然而，怯薛入仕官員也受到不同民族區別對待的限制，怯薛在出任官職時，蒙古人最優先，色目人其次，漢人、南人則受到排斥，而且蒙古怯薛初任官員的品級較漢人、南人高；在197個個案中，蒙古怯薛入仕人員在從二品以上的人數遠高於色目人、漢人、南人，而且蒙古怯薛中央部門要職較多，而漢人、南人則以地方官為主。
終元一代雖然發布多項針對漢人、南人持弓矢的禁令，有學者對此解讀為「元朝社會的民族歧視、階級壓迫」，但實際上弓矢禁令的執行並不徹底，漢人和南人不論是官員還是平民百姓都有使用弓箭的記載，弓箭依然被運用在各種社會活動上，如追憶傳統、聚會娛樂，買賣謀生，甚至是偷盜犯罪等。弓矢文化在元代從一直被傳承，漢人的傳統文化也沒有出現斷裂，反而被融入新內容，從許衡傳授蒙古貴族「跪拜揖讓、投壺習射」的禮儀，以及帝王、官員間的弓矢贈與可見蒙漢兩族各自的弓箭文化出現了某種程度的並存與交融，而在漢文化中，弓矢贈予的習俗由來已久。《與魏參政書》記載元代戶部尚書李士瞻為同僚備弓矢作為禮物：「今專鄒照磨前詣催辦，兼致角弓一張，以表鄙意，懸懸之私，幸冀亮之。同為鹽務，李士瞻又分別送給陳總管、賈元帥 角弓、雙背弓。」
在中國北方，元末明初高麗人用以學習漢語的課本《老乞大》中記載高麗人在元大都的購買弓箭與射箭比賽等情形。在南方，民間百姓也非常喜好射鳥一類的休閒生活。官員聚會時亦常射箭助興。至元十五年（1278年），時任憲台屬掾的張之翰與魏初在興元分別，張之翰送餞行詩，記錄魏初射鵠能夠「一發正斃如穿楊」、「弦聲勁勁弓力強」，借讚美好友高超射技，表達關愛之情。至元十八年（1281年），魏初任職揚州御史台時期，回憶與好友曾射箭吟詩：「高樹圍前射箭時，小書樓上共題詩。揚州燈火京城夜，獨立秋風有所思」。雖然元廷仍多次重申該禁令，但效果并不顯著，以致該禁令被視為元朝最終退出汉地的原因之一。

## 其他
大蒙古国起初只有蒙古人和色目人（非蒙古人）的说法，忽必烈将统治重心移往中原以后则把汉人、南人单独划出。

## 外部連結
- 中国大百科全书中国历史（2）：四等人制